# 渡辺章 (陸軍軍人)

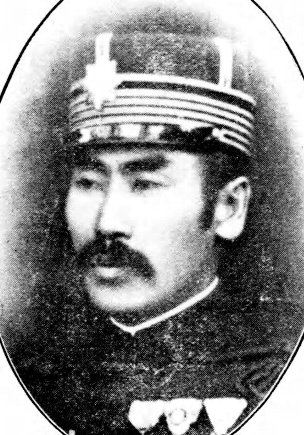
渡辺章

渡辺 章（わたなべ しょう、1851年3月31日（嘉永4年2月29日） - 1934年（昭和9年）5月27日）は、日本の陸軍軍人。最終階級は陸軍中将。男爵。

## 経歴
山口県出身。明治4年8月28日（1871年10月12日）、陸軍少尉に任官。日清戦争には第1軍高級副官として出征し、さらに1895年（明治28年）3月、歩兵第18連隊長に転じた。1897年（明治30年）10月、歩兵大佐に昇進し歩兵第42連隊長に就任した。
1900年（明治33年）10月、留守歩兵第21旅団長となり、1901年（明治34年）4月、陸軍少将に進級し歩兵第24旅団長に就任。1902年（明治35年）6月、近衛歩兵第2旅団長に異動し日露戦争に出征。奉天会戦後の1905年（明治38年）6月、後備混成第5旅団長に発令され、韓国北部の平定作戦に参加した。
1906年（明治39年）1月、歩兵第19旅団長に移り、同年7月、陸軍中将に進み第8師団長に親補された。1907年（明治40年）9月21日、その功績により男爵の爵位を授爵し華族となった。1908年（明治41年）12月、第3師団長に転じ、1913年（大正2年）3月、後備役に編入され、1918年4月1日に退役した。

## 栄典
- 1885年（明治18年）10月31日 - 従六位[2]
- 1892年（明治25年）3月11日 - 正六位[3]
- 1897年（明治30年）7月10日 - 従五位[4]
- 1901年（明治34年）7月10日 - 正五位[5]
- 1906年（明治39年）7月30日 - 従四位[6]
- 1908年（明治41年）9月30日 - 正四位[7]
- 1911年（明治44年）10月20日 - 従三位[8]
- 1913年（大正2年）3月10日 - 正三位[9]
- 1924年（大正13年）3月15日 - 従二位[10]
- 1934年（昭和9年）5月27日 - 正二位[11]

勲章等
- 1885年（明治18年）4月7日 - 勲五等双光旭日章[12]
- 1893年（明治26年）5月26日 - 勲四等瑞宝章[13]
- 1895年（明治28年）10月18日 - 功四級金鵄勲章・旭日小綬章[14]
- 1899年（明治32年）5月9日 - 勲三等瑞宝章[15]
- 1901年（明治34年）10月1日 - 功三級金鵄勲章・旭日中綬章[16]
- 1902年（明治35年）5月10日 - 明治三十三年従軍記章[17]
- 1905年（明治38年）5月30日 - 勲二等瑞宝章[18]
- 1906年（明治39年）4月1日 - 功二級金鵄勲章・旭日重光章・明治三十七八年従軍記章[19]
- 1907年（明治40年）9月21日 - 男爵[20]
- 1934年（昭和9年）5月27日 - 勲一等瑞宝章[11]

外国勲章佩用允許
- 1903年（明治36年）12月18日 - イタリア王国：サンモーリスエラザル第三等勲章[21]